# Kościół św. Barbary w Strumieniu
Kościół świętej Barbary – rzymskokatolicki kościół parafialny należący do dekanatu Strumień diecezji bielsko-żywieckiej. Dekretem L.dz. 1160/09 z dnia 12 listopada 2009 roku kościół został ustanowiony Sanktuarium św. Barbary.

## Historia

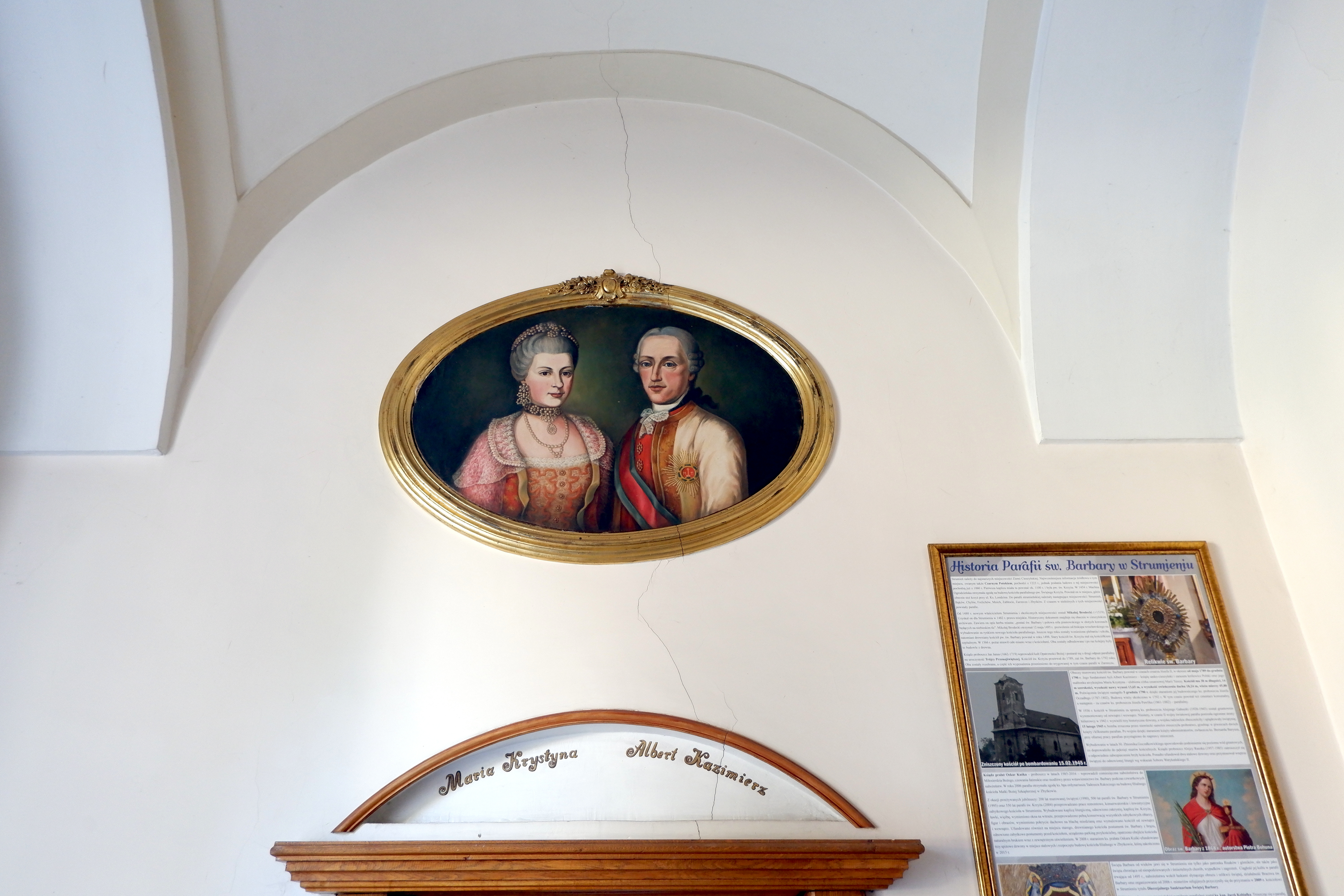
Portret fundatorów w kruchcie

Obecna murowana świątynia została wzniesiona w latach 1789–1790 i ufundowana przez księcia sasko-cieszyńskiego i jednocześnie królewicza polskiego, Alberta Kazimierza (czwartego syna króla Polski Augusta III Sasa) oraz jego żony, arcyksiężnej Marii Krystyny (ukochanej córki cesarza Franciszka I i cesarzowej Marii Teresy). Została poświęcona w dniu 5 grudnia 1790 roku przez komisarza biskupiego i dziekana cieszyńskiego, księdza Alojzego Lohna.
W 1936 roku świątynia została odnowiona przez księdza dziekana Alojzego Gałuszkę. Prace remontowe były prowadzone przez Stanisława Pochwalskiego z Krakowa.

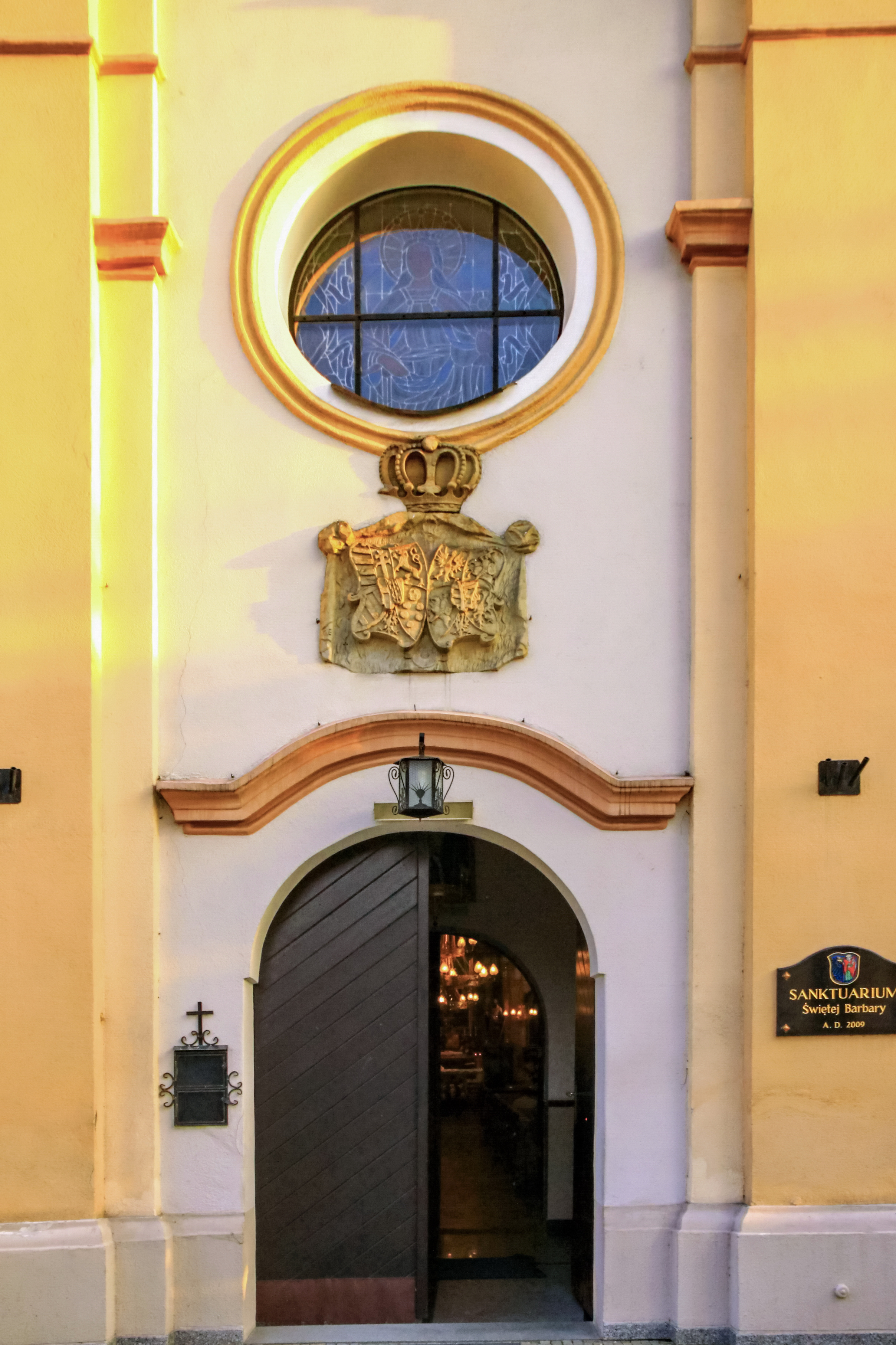
Wejście do świątyni

W 1945 roku kościół uległ poważnym zniszczeniom w czasie bombardowania i ostrzału miasta przez wojska sowieckie i wycofujące się wojska niemieckie. Dzięki staraniom ówczesnego administratora parafii, księdza Bernarda Barysza, został stosunkowo szybko odbudowany. W latach 1960–1970, podczas urzędowania księdza proboszcza Alojzego Raszki zostały podjęte prace remontowo-budowlane przy umocnieniu murów świątyni (ponieważ budowla została wybudowana na podmokłym gruncie) oraz renowacji wnętrza. Projektantami prac byli: inż. Pałka i dr A. Lisik. W 2015 przeprowadzono remont wieży kościelnej wraz z renowacją krzyża stalowego.

## Malowidło iluzjonistyczne
W 1999, podczas prac konserwatorskich, odkryto pod grubymi warstwami kurzu, zarys malowidła ściennego, znajdującego się na ścianie za ołtarzem głównym (cała wysokość ściany prezbiterium). Jest to późnobarokowy fresk wykonany w technice mieszanej na tynku szorstkim z odciśniętym rysunkiem. Przedstawia ołtarz architektoniczny namalowany iluzjonistycznie. Stan zachowania dzieła był stosunkowo dobry. Odkryto też dekoracje malarskie na pozostałych dwóch ścianach w prezbiterium, będące kontynuacją głównego wizerunku, ale były one pokryte warstwami farb, pobiał i gipsu. Malarskie przedstawienie ołtarza wykonano najprawdopodobniej w latach 1789-1790. Twórca dzieła nie jest znany, chociaż może być przypisywane Ignacemu Chambrezowi, który stworzył malowane na płótnie stacje drogi krzyżowej dla fary w Strumieniu (1793).

## Organy
Instrument zbudowany przez braci Rieger z Jägerndorfu.
| Manuał I      | Manuał II            | Pedał        |
| ------------- | -------------------- | ------------ |
| Principal 8'  | Geigen Prinzipal 8'  | Violon 16'   |
| Bourdon 16'   | Lieblich Gedeckt 16' | Subbas 16'   |
| Hohlflöte 8'  | Aeolina 8'           | Cello 8'     |
| Gamba 8'      | Vox Coelestis 8'     | Octavbass 8' |
| Salicional 8' | Rohrflöte 8'         |              |
| Gedeckt 8'    | Viola 4'             |              |
| Octave 4'     |                      |              |
| Flet 4'       |                      |              |
| Pikolo 2'     |                      |              |
| Mixtur 4 fach |                      |              |

## Dzwony
Pierwsze potwierdzone źródłowo 3 dzwony parafia posiadała w wieży drewnianego jeszcze kościoła. W 1792 r. zostały przeniesione do nowej, murowanej świątyni. Potwierdzają to dane z 1804 r. Wskazują one również, że wówczas dzwonów było pięć. 
Przedwojenny zestaw dzwonów został zabrany przez hitlerowców na cele wojenne. Tymczasowy zestaw dzwonów stalowych służył do czasu odlania obecnego. Znajduje się w kościele filialnym w Zbytkowie.
Nowe dzwony zostały poświęcone w 2008 roku przez Bp. Tadeusza Rakoczy. Dzwon Jana Paweł II musiał zostać na nowo przelany z powodu niewłaściwej tonacji. W związku z tą sytuacją 18 marca 2009 r. bp Jan Zimniak poświęcił na nowo przelany dzwon Jana Pawła oraz odrestaurowany Dzwon św. Franciszka Ksawerego. Znajduje się na nim wizerunek św. Barbary, adorującej Najświętszy Sakrament i wizerunek św. Franciszka Ksawerego.
|              | Imię        | Waga (kg) | Ton uderzeniowy | Rok odlania | Odlewnia                            |
| ------------ | ----------- | --------- | --------------- | ----------- | ----------------------------------- |
| Mały dzwon   | Jan Paweł 2 | 350 kg    | h'              | 2008        | Ludwisarnia Rudolfa Pernera, Pasawa |
| Średni dzwon | św. Rodzina | 500 kg    | a'              | 2008        | Ludwisarnia Rudolfa Pernera, Pasawa |
| Duży dzwon   | św. Barbara | 820 kg    | fis'            | 2008        | Ludwisarnia Rudolfa Pernera, Pasawa |